# Tessaleno Devezas
Tessaleno Campos Devezas (Rio de Janeiro, 4 de dezembro de 1946) é um físico, teórico de sistemas e engenheiro de materiais luso-brasileiro.
Em 2002 recebeu o prémio “Elsevier Best Paper Prize” pela sua publicação em que propõe um modelo explanatório para as Longas Ondas Económicas (Ondas de Kondratieff) e em 2006 outro artigo seu (The Growth Dynamics of the Internet) foi distinguido com “Honor Mention from Elsevier”. Em 2004 recebeu a “Silver Kondratieff Medal” da Russian Academy of Natural Sciences pelo seu conjunto de publicações sobre as Ondas de Kondratieff.

## Artigos Selecionados Sobre Desenvolvimento Socioeconômico e Teoria de Sistemas
Esta lista não inclui os artigos científicos com contribuições para o campo de ciência e engenharia de materiais.
- The Biological Determinants of Long Wave Behavior in Socioeconomic Growth and Development, Technological Forecasting and Social Change 68 (2001), pp. 1-57 (with James Corredine).
- The Nonlinear Dynamics of Technoeconomic Systems: An Informational Interpretation, Technological Forecasting and Social Change 69 (2002), pp. 317-357 (with J. Corredine).
- Power Law Behavior and World System Evolution: a Millennial Learning Process, LAUR 02-5221, Los Alamos National Laboratory, August 2002. Published in Technological Forecasting and Social Change 70 (2003), pp.819-859 (with G. Modelski).
- The Growth Dynamics of the Internet and the Long Wave Theory, Technological Forecasting & Social Change 72 (2005), pp.913-935 (with H.A. Linstone e H.J.S. Santos).
- Evolutionary Theory of Technological Change: State-of-the-Art and New Approaches Technological Forecasting and Social Change 72 (2005) pp. 1137–1152 (special issue on New Horizons and Challenges for Future Oriented Technology Analysis).
- Evolutionary Theory of Technological Change: Discussion on Missing Points and Promising Approaches IIASA IR-05-49 (20 pages), December 2005.
- The Portuguese as System Builders in the XVth-XVIth centuries: A Case Study on the Role of Technology in the Evolution of the World System Globalizations 3 (2006) pp. 503–519 (with George Modelski).
- Political Globalization is Global Political Evolution World Futures 63 (2007) pp. 1–16.
- Energy Scenarios: Toward a New Energy Paradigm, FUTURES 40 (2008), pp 1-16m(with D. LePoire, J.C.O. Matias e A.M.P. Silva).
- Crisis, Depressions, Expansions – Global Trends and Secular Analysis, Technological Forecasting and Social Change 77 (2010) pp. 739-761.
- On phase transitions, catastrophes, and sudden changes, Technological Forecasting and Social Change 77 (2010) pp. 1412-1422.
- How Many Singularities are Near and How They Disrupt Society, Technological Forecasting and Social Change 78 (2011) 1365-1378 (with C. Magee).
- Technological Innovation and The Long Wave Theory, Technological Forecasting and Social Change 79 (2012) pp.414-416 (with H. Linstone).
- The Struggle for Space: Past and Future of the Space Race, Technological Forecasting and Social Change, 79(2012) pp.963-985 (with F. Melo, M.C. Salgado, M.L. Gregori, J. Ribeiro and C. Devezas).
- Influence of cable losses on the economic analysis of efficient and sustainable electrical equipment, Energy 65 (2014) pp 145 – 151.(with J.A. Lobão, and J.S. Catalão)
- Reduction of greenhouse gas emissions resulting from decreased losses in the conductors of an electrical installation, Energy Conversion and Management, 87 (2014) pp. 787-795 (with J.A. Lobão, and J.S. Catalão)
- Do R&D and licensing strategies influence start-ups' growth?, International Journal of Entrepreneurship and Small Business, 25 (2015) pp. 148-170. (with D. Pereira and J. Leitão)
- Energy efficiency of lighting installations: Software application and experimental validation, (2015) Energy Reports, 1, pp. 110-115. (with J.A. Lobão, and J.S. Catalão)
- A Changing Scenario: The NewSpace Agenda, Journal of Aerospace Technology and Management 8 (2016) pp. 5-7
- High-altitude platforms – present situation and technology trends, Journal of Aerospace Technology and Management 8(3) (2016) pp. 249 – 262 (with F. D’Oliveira and F.C.L. de Melo)
- A Simple Extension of Dematerialization Theory: Incorporation of Technical Progress and the Rebound Effect, Technological Forecasting & Social Change 117 (2017) pp. 196 - 205 (with C. Magee)
- Specifying technology and rebound in the IPAT identity, Procedia Manufacturing 21 (2018) pp. 476 – 485 (with C. Magee)
- Space Propulsion: a Survey Study about Current and Future Trends, Journal of Aerospace Technology and Management 10 (2018) pp. 1 – 23 (with M.C.V. Salgado and M.C.N. Belderrain)
- Innovation output estimation method for a national innovation system: application to the BRIC countries, International Journal of Multivariate Data Analysis 1(3)(2018) pp. 261 – 279 (with L.C. Pelicioni, J.R. Ribeiro, R.A. Scarpel, M.C.N. Belderrain, and F.C.L. de Melo)
- Aeronautics and Covid 19 – A Reciprocal Cause and Effect Phenomenon, Journal of Aerospace Technology and Management 12 (2020)
- The Struggle SARS-CoV-2 vs Homo Sapiens: Why the Earth Stood Still, and How Will It Keep Moving On, Technological Forecasting & Social Change 160 (2020)
- Trends in Aviation: Rebound Effect and the Struggle Composites x Aluminum, Technological Forecasting & Social Change 120 (2020) 120241

## Livros
- Kondratieff Waves: Dimensions and Prospects at the Dawn of the 21st Century. Volgograd: Uchitel, 2012 <co-editor, with Leonid Grinin and Andrey Korotayev>.
- Kondratieff Waves, Warfare and World Security Editor, NATO Security Through Science Series E: Human and Societal Dynamics vol. 5, IOS Press, Amsterdam, March 2006 [2]
- Portugal: o Pioneiro da Globalização – Inovação e Estratégia na História Moderna with Jorge Nascimento Rodrigues, Centro Atlântico, V.N. Famalicão, May 2007 (1st ed.), August 2007 (2nd ed.). (ISBN 978-989-615-042-6).
- Pioneers of Globalization, Why Portugal Surprised the World with Jorge Nascimento Rodrigues, Centro Atlântico, V.N. Famalicão, December 2007 (ISBN 978-989-615-056-3).
- Globalization as Evolutionary Process – Modeling Global Change, G. Modelski, T. Devezas and W.R. Thompson (Eds), Routledge, London (ISBN 978-0-415-77361-4)
- Industry 4.0 - Entrepreneurship and Structural Change in the New Digital Landscape, Springer, Heidelberg, Germany, February 2017. (with Leitão J., Sarygulov. A, Editors) ISBN 978-3-319-49604-7
- Kondratieff Waves: Juglar – Kuznets – Kondratieff, Uchitel Publishing House, Volgograd, 2014. (with Grinin L.E and Korotayev A. V.) ISBN 978-5-7057-3287-6
- As Lições dos Descobrimentos – O que nos ensinam os empreendedores da globalização, V.N. Famalicão, June 2013 (Portuguese) (with Rodrigues, J.N.) ISBN 978-989-615-186-7
- The Economics of Digital Transformation: Approaching Non-stable and Uncertain Digitalized Production Systems, with J. Leitão and A. Sarygulov. Springer, Heidelberg, Germany, January 2021.

## Capítulos em Livros
- Long Waves and Warfare: an Enduring Controversy in T. Devezas (Ed.), Kondratieff Waves, Warfare and World Security Prologue, pp. vii-ix, NATO Security Through Science Series, IOS Press, Amsterdam, 2006.
- The Portuguese as System-builders: Technological innovation in early globalization, in G. Modelski, T. Devezas e W.R. Thompson (Eds), Globalization as Evolutionary Process, Chapter 3, pp. 30–57, Routledge, London, December 2007 (with G. Modelski).
- The Evolutionary Trajectory of the World System toward an Age of Transition, in W.R. Thompson (Ed), Systemic Transitions Chapter 11, pp. 223–240, Palgrave MacMillan, New York, January 2009.
- The Emergence of Modern Terrorism, in T. Devezas (Ed.), Kondratieff Waves, Warfare and World Security, pp. 245-252, NATO Security Through Science Series, IOS Press, Amsterdam, 2006 (with H.J.S. Santos).
- A New Approach to Globalization, in G. Modelski, T. Devezas e W.R. Thompson (Eds), Globalization as Evolutionary Process, Introduction, pp. 1-8, Routledge, London, December 2007. (with G. Modelski e W.R. Thompson).
- The growth of the Internet, long waves, and global change, in G. Modelski, T. Devezas e W.R. Thompson (Eds), Globalization as Evolutionary Process, Chapter 14, pp. 310-335, Routledge, London, December 2007 (with H.A. Linstone e H.J.S. Santos).
- World system processes: An evolutionary approach, to be published in UNESCO’s Encyclopedia of Life Support Systems, in World System History, Ed. by G. Modelski and R.A. Denemark (with G. Modelski).
- On the Asymmetry of Economic Cycles,  T. Devezas, J. Leitão, A. Sarygulov, Chapter 3 in Industry 4.0 - Entrepreneurship and Structural Change in the New Digital Landscape, Springer, Heidelberg, Germany, to appear in February 2017. (with Sokolov, V., and Rumyantseva, S.)
- Distribution and clusters of basic innovations, T. Devezas, J. Leitão, A. Sarygulov, Chapter 5 in Industry 4.0 - Entrepreneurship and Structural Change in the New Digital Landscape, Springer, Heidelberg, Germany, to appear in February 2017. (with Bolotin, M.)
- Global Pattern in Materials Consumption: An Empirical Study, T. Devezas, J. Leitão, A. Sarygulov, Chapter 13 in Industry 4.0 - Entrepreneurship and Structural Change in the New Digital Landscape, Springer, Heidelberg, Germany, to appear in February 2017. (with Vaz, A., and Magee, C.)
- The New Space Agenda, in R. Roycroft (Ed.), The American Middle Class: An Economic Encyclopedia of Progress and Poverty, ABC-Clio, Santa Barbara, CA, USA, 2015. (with Ribeiro, J)
- Cyclical Dynamics in Economics and Politics in the Past and in the Future, Grinin L.E., Devezas T., Korotayev A. V., in Kondratieff Waves: Juglar – Kuznets – Kondratieff, pp. 5 – 24, Uchitel Publishing House, Volgograd, 2014. (with Grinin, L., and Korotayev, A)
- The Recent Crisis under the Light of the Long Wave Theory, in Kondratieff Waves, Ed. by Grinin L., Devezas T., Korotayev A., pp. 138 – 175, Uchitel Publishing House, Volgograd, 2012.